# Deltamast

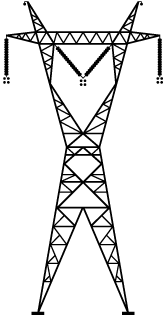
Grundform des Deltamastes

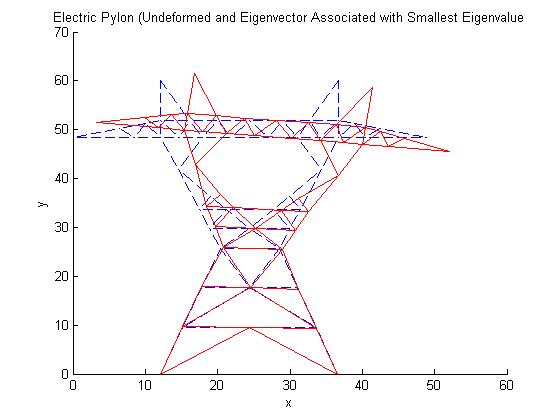
Bei seitlicher Last (etwa durch Wind) kann ein Delta-Fachwerkmast elastisch nachgeben, ohne Festigkeit zu verlieren, und ist dadurch sehr stabil.

Deltamast ist eine Bauform von Freileitungsmasten, bei der die Traverse von einer V-förmigen Gabelung getragen wird, wobei mindestens ein Leiterseil innerhalb der Gabelung verlegt ist.

Die Bezeichnung stammt daher, dass die Gabelung mit Traverse an ein kopfstehendes großes „Delta“ erinnert. 

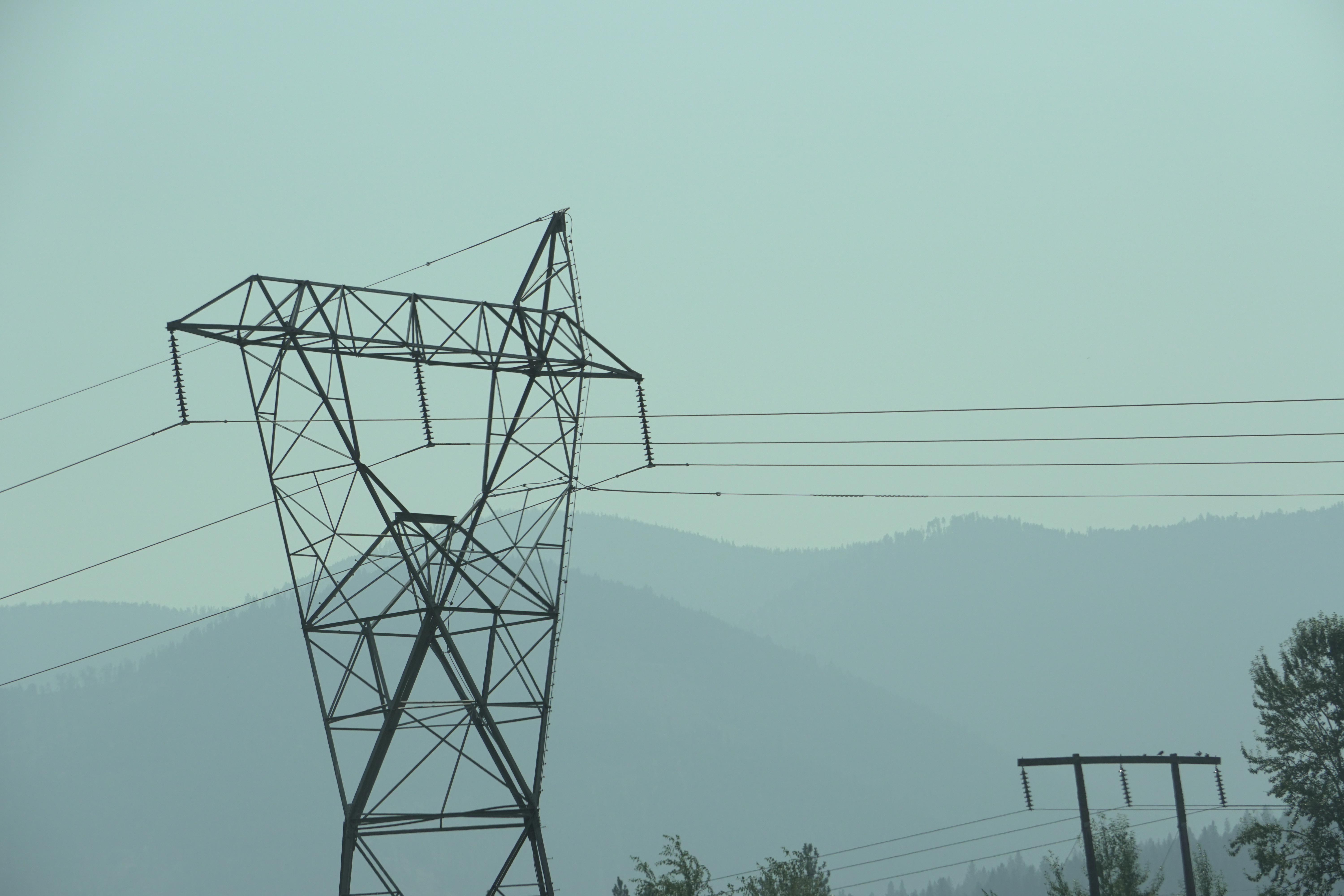
Einkreis-HVAC Deltamast in Montana, USA

## Aufbau und Verbreitung
Aufgebaut sind große Deltamasten meist aus Stahlfachwerk, kleinere aus einfachen Stahlprofilen, aber auch aus massiven Werkstoffen wie z. B. Holz. Die Enden der Gabelung werden oft über die Traverse hinaus verlängert, um dort Erdseile zu tragen.
Der Aufbau mit einer „Taille“ unterhalb der Gabelung ermöglicht der Konstruktion ein elastisches Nachgeben bei seitlicher Last, was ihr eine hohe Stabilität verleiht.
Deltamasten werden meist für einen einzelnen Stromkreis eingesetzt, gelegentlich auch für zwei Stromkreise bis zu 765 kV. In den USA, Kanada, Frankreich, Spanien, Italien und den Ländern des ehemaligen Ostblocks ist diese Bauform weit verbreitet. Wegen ihrer hohen Stabilität wird sie auch in Österreich und der Schweiz vereinzelt eingesetzt.
In Deutschland sind auf Deltamasten verlegte Hochspannungsleitungen selten. In den 1930er Jahren wurden in Mecklenburg und Pommern einkreisige Leitungen meist auf Deltamasten verlegt, die z. T. noch erhalten sind, so eine 110-kV-Leitung zwischen Schwerin und Güstrow. Mit dieser Leitung baugleiche Typen existieren noch zwischen Białogard und Gościno, südlich von Stargard sowie bei Golczewo im heutigen Polen.

### Sonderform Katzenmast
Trägt das Delta nicht nur eine obenliegende Traverse, sondern auch seitlich noch außenliegende (Halb-)Traversen, so spricht man im Französischen von einem Pylône chat („Katzenmast“), da das Bild an das Gesicht einer Katze mit abstehenden Schnurrhaaren und zwei Ohren erinnert (vgl. Foto weiter unten).

## Beispiele
Deutschland
- 20-kV-Leitungen Bad Neustadt–Mellrichstadt, Hildburghausen–Schleusingen (nur Abspannmaste)
- 20-kV-Donauquerung bei Winzer
- 20-kV-Donauquerung bei Gelbersdorf
- 20-kV-Leitung Rudolstadt–Schwarza–Unterschöbling
- 50-kV-Leitung Obergräfenhain – Oberelsdorf, heute mit 20 kV betrieben. Die Gabelung wird über der Quertraverse wieder zusammengeführt, so dass nur eine Erdseilspitze übrig bleibt
- 110-kV-Leitung Meitingen–Memmingen
- 110-kV-Leitung Gröditz–Niederwartha[1]
- 110-kV-Leitung Abzweig Hattorf–Herzberg am Harz
- 110-kV-Leitung Schwerin–Güstrow
- 220-kV-Leitung Merzig–St. Avold (heute noch 2 Abschnitte in Deutschland bei Saarwellingen und zwischen Ensdorf und Saint-Avold)[2]
- 220-kV-Leitung Saint-Avold–Bruch (Endpunkte in Frankreich, verläuft teilweise auf deutschem Gebiet)
- 220-kV-Leitung Farge–Alfstedt–Burg (ab Neuenkirchen, früher bis nach Stade)
- 380-kV-Leitung Kernkraftwerk Emsland–Schaltanlage Lingen (Ems)

Schweiz
- 380-kV-Leitung Sils–Soazza
- Gotthardleitung
- Lukmanierleitung

## Bilder

### Kleine Deltamasten

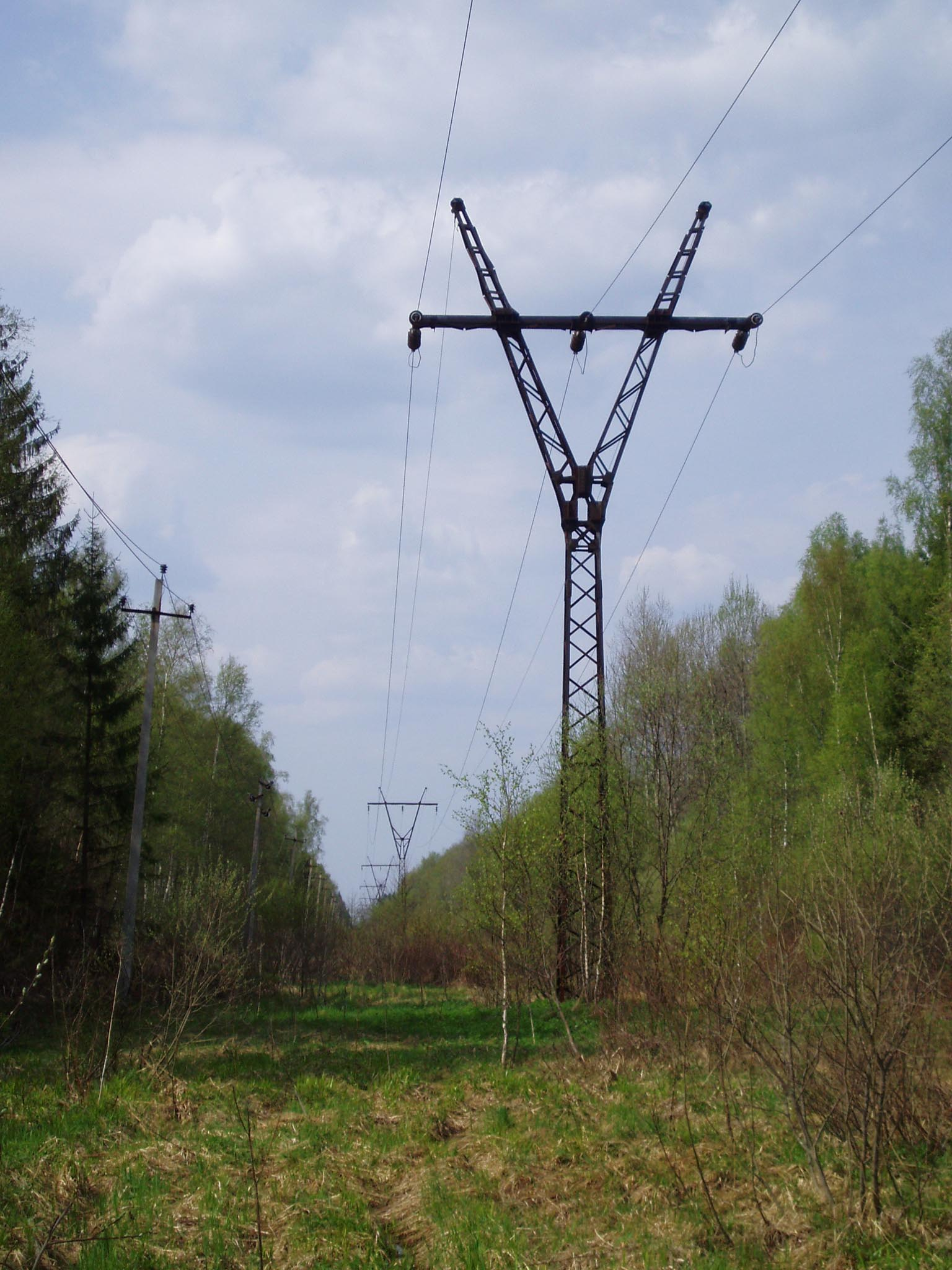
Deltamasten einer alten 35 kV-Leitung in Russland
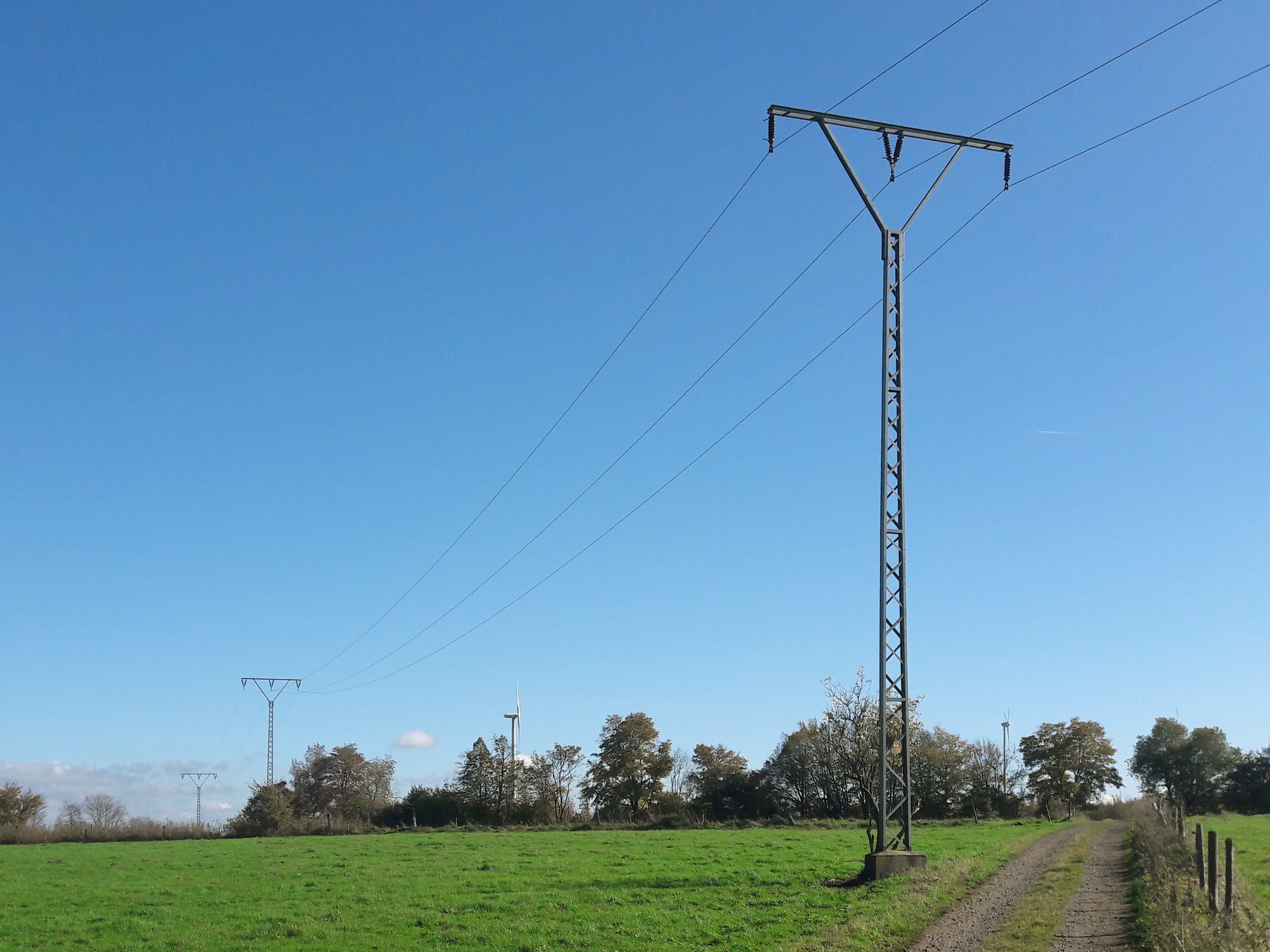
Mittelspannungsleitung im Vogelsberg auf Deltamasten
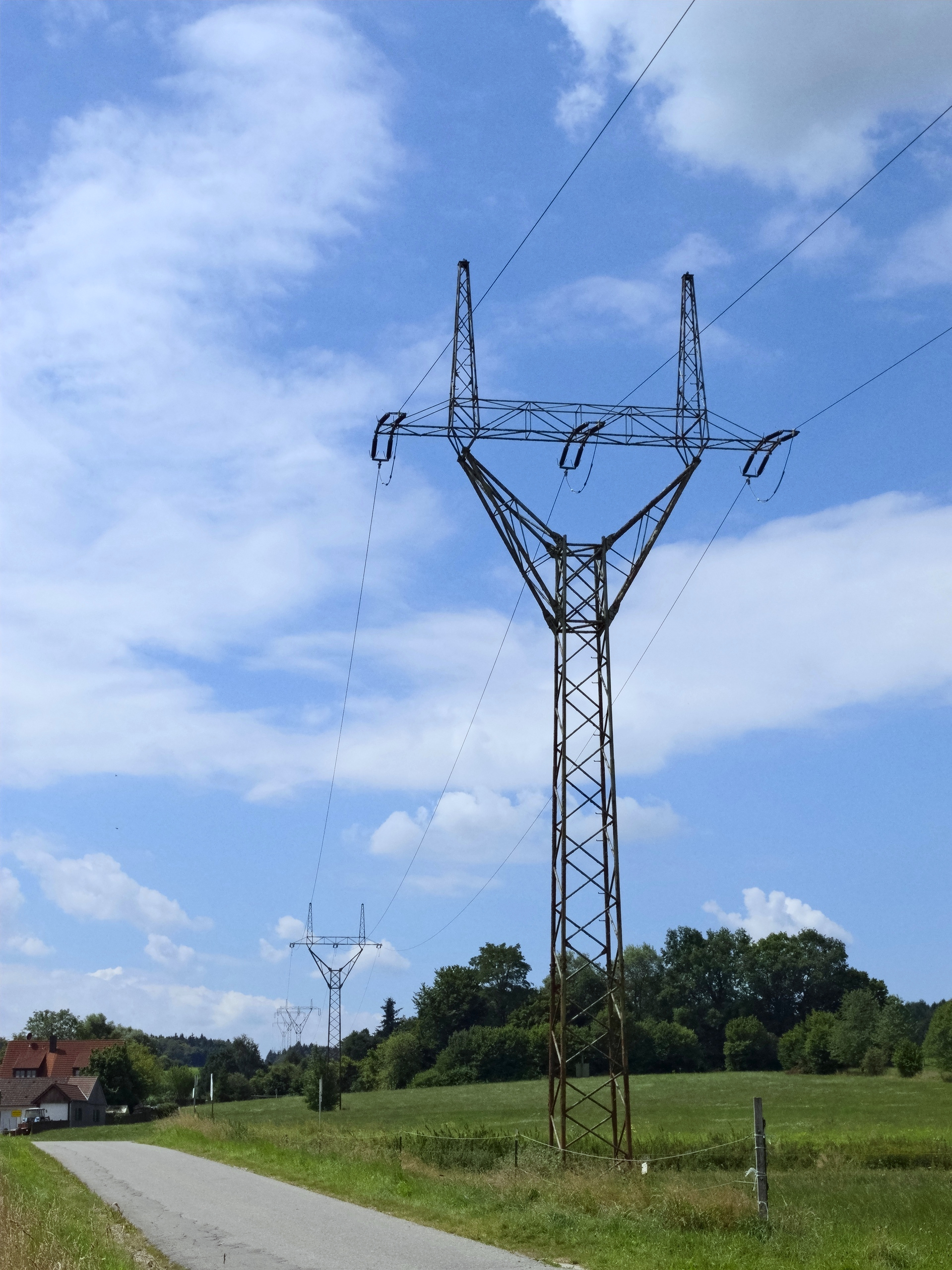
110-kV-Leitung Meitingen–Memmingen
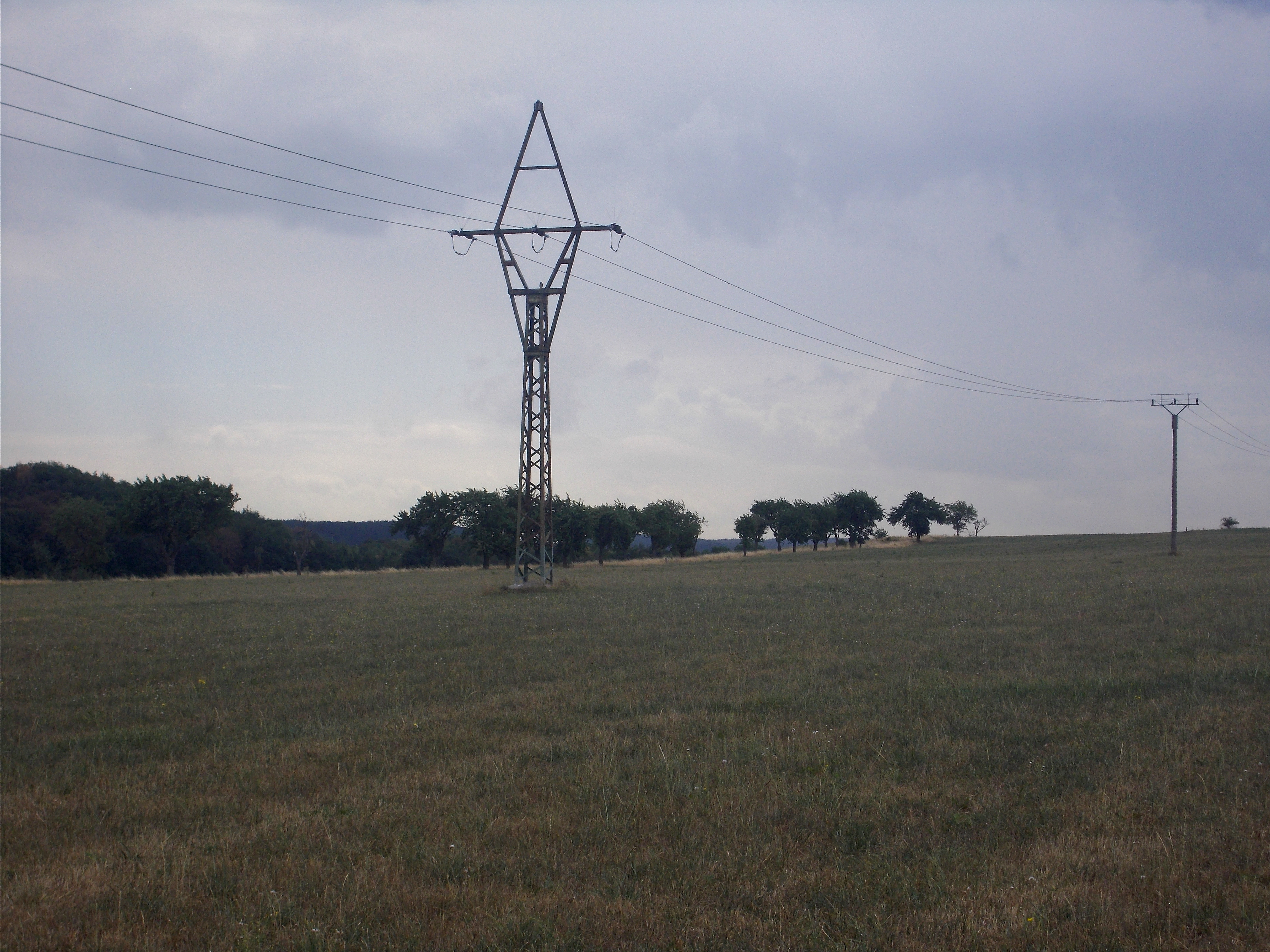
Deltamast in Sachsen mit einzelner Spitze
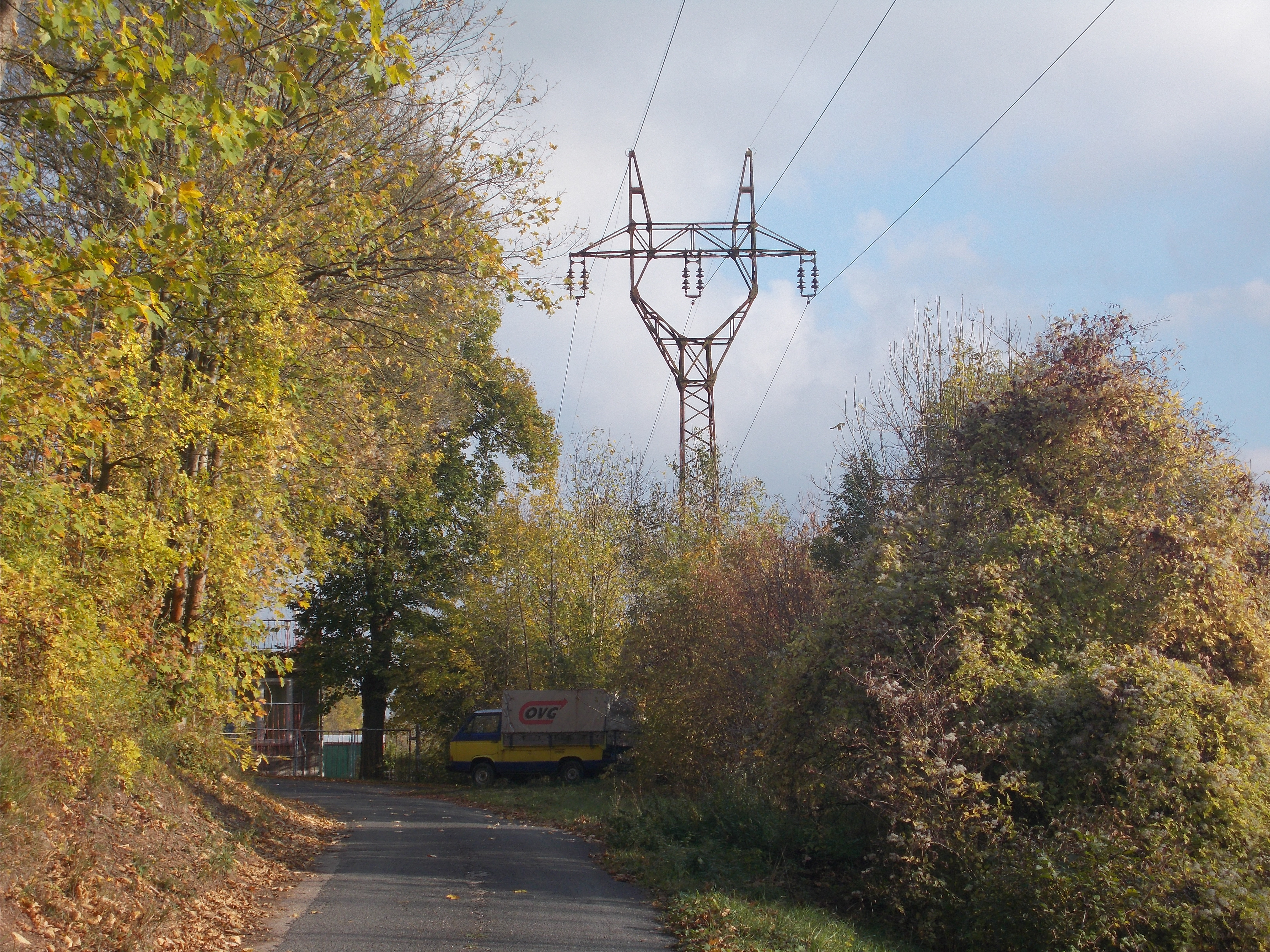
Tragmast der Leitung bei Rudolstadt
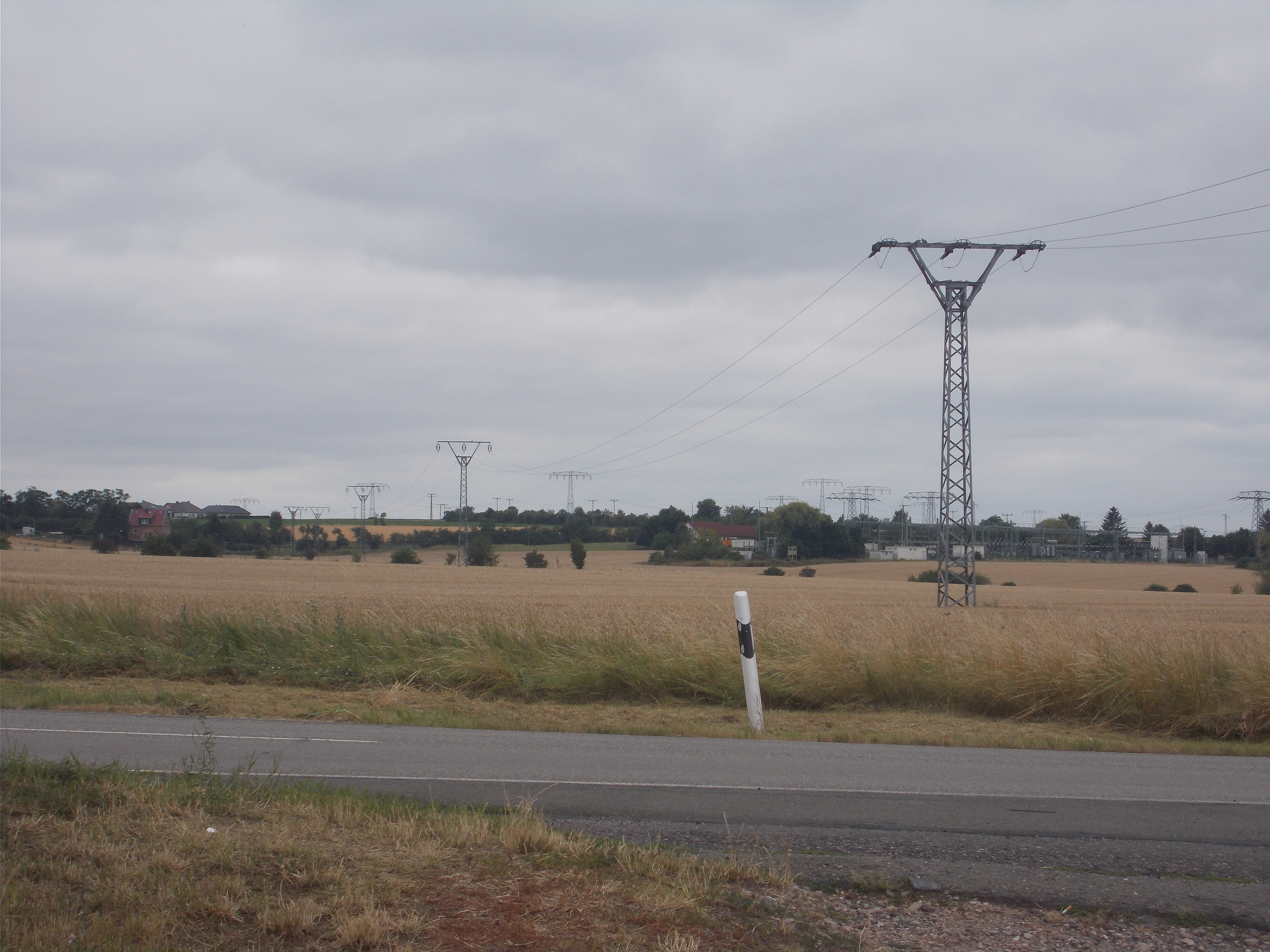
Deltamasten bei Langensalza

### Große Deltamasten

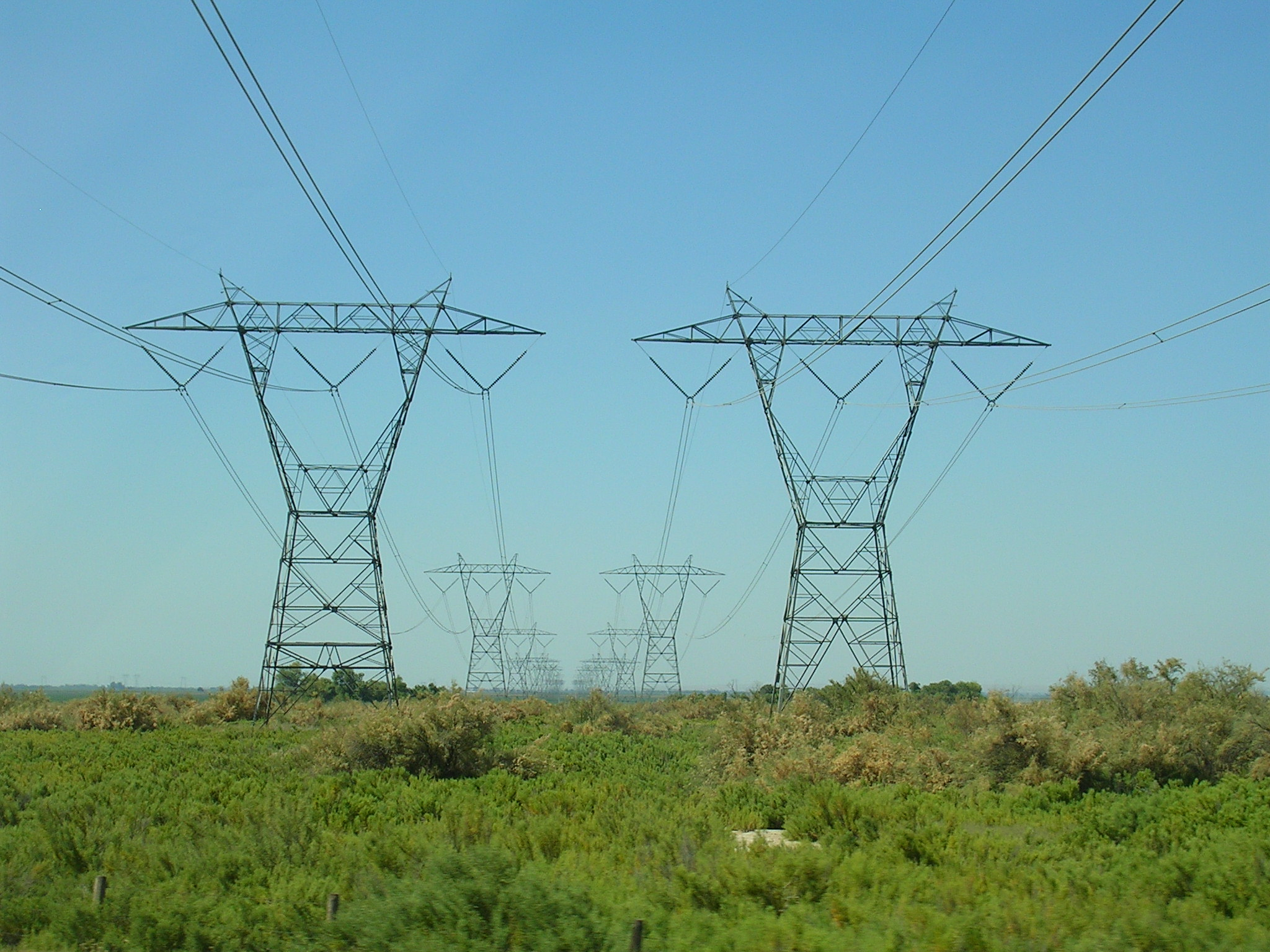
Deltamasten in Südkalifornien mit zwei 500-kV-Systemen
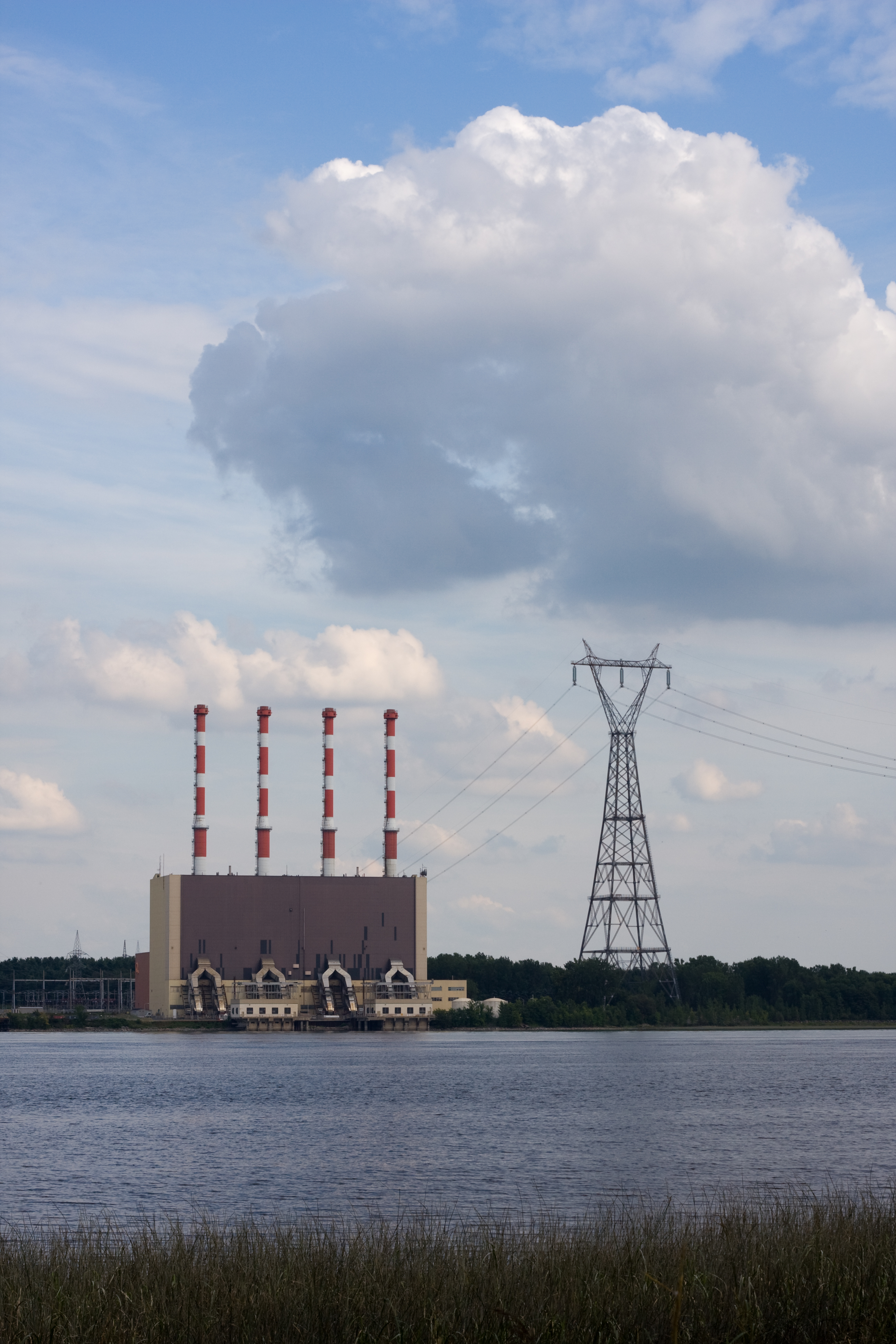
Deltamast der Hydro-Québec bei Tracy
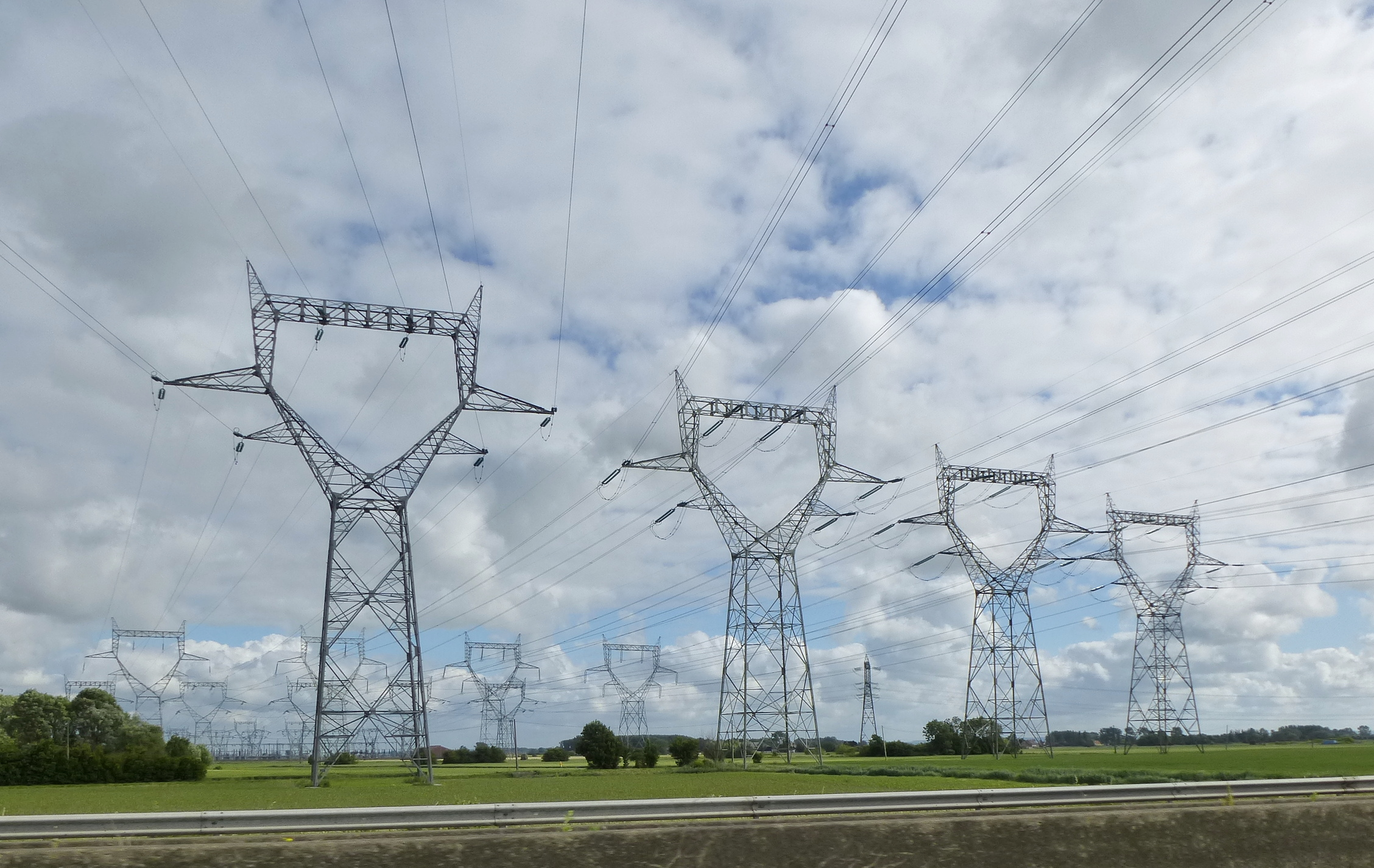
„Katzenmasten“ für je zwei Stromkreise
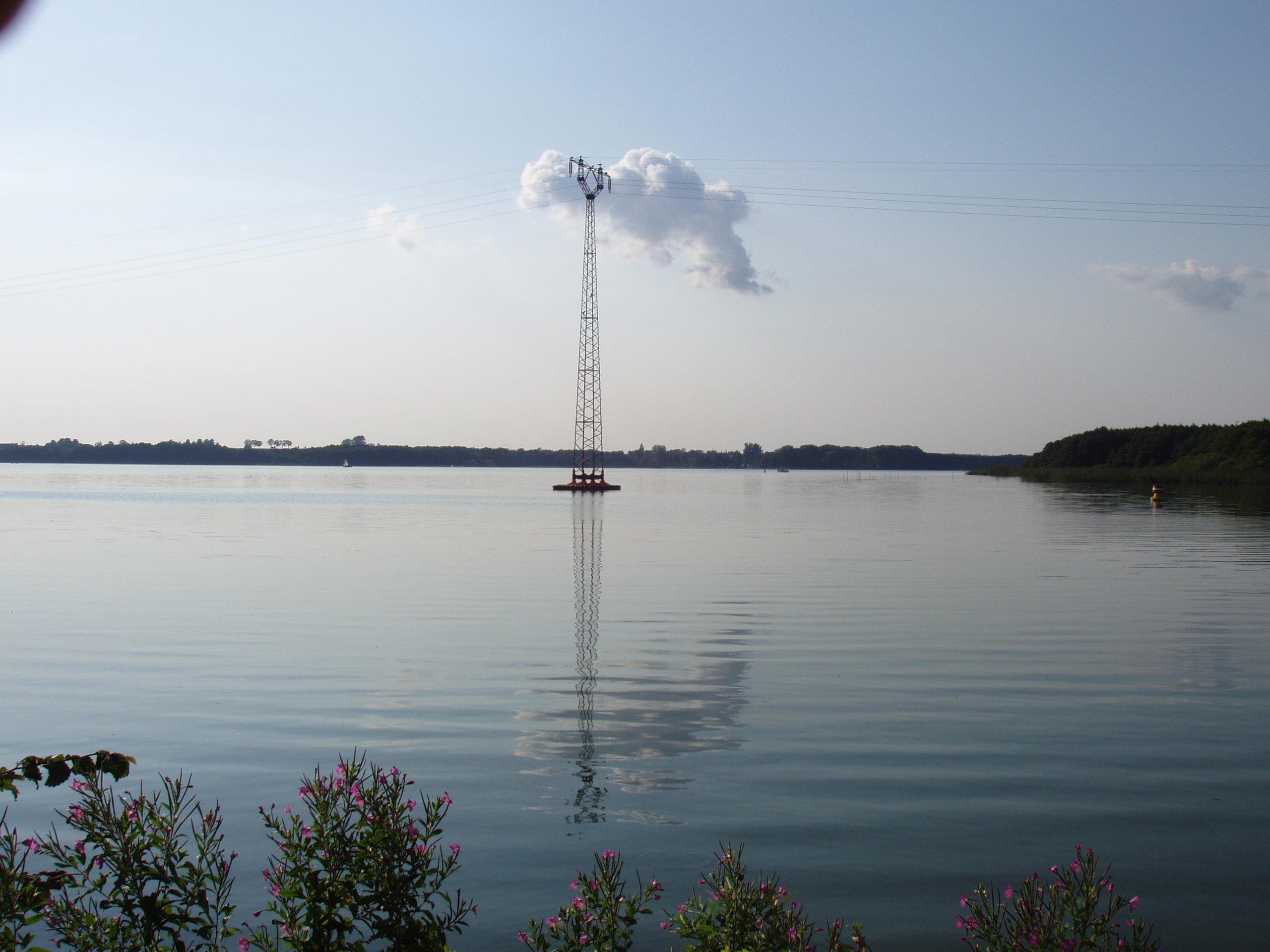
Deltamast im Schweriner See
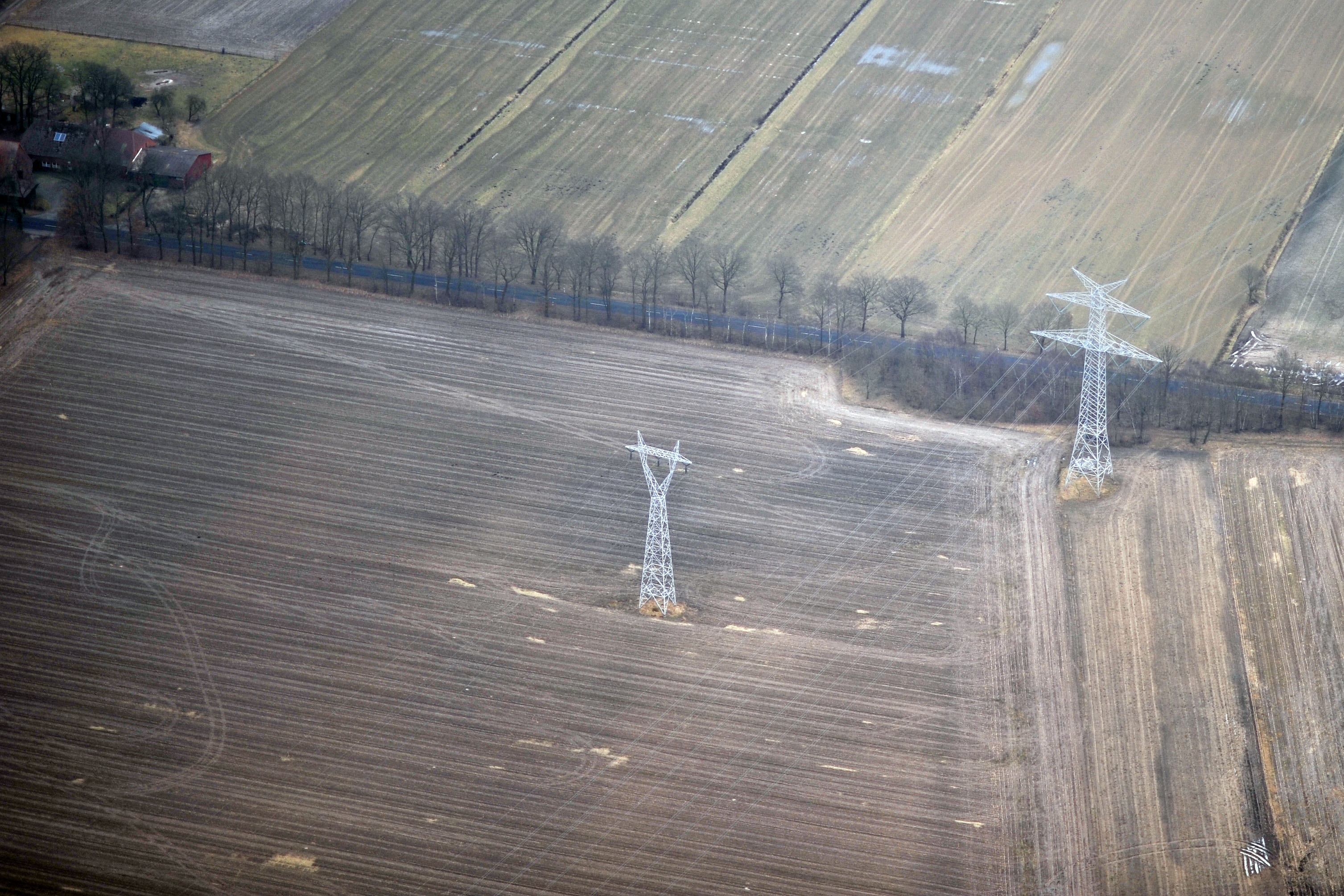
Deltamast in Niedersachsen
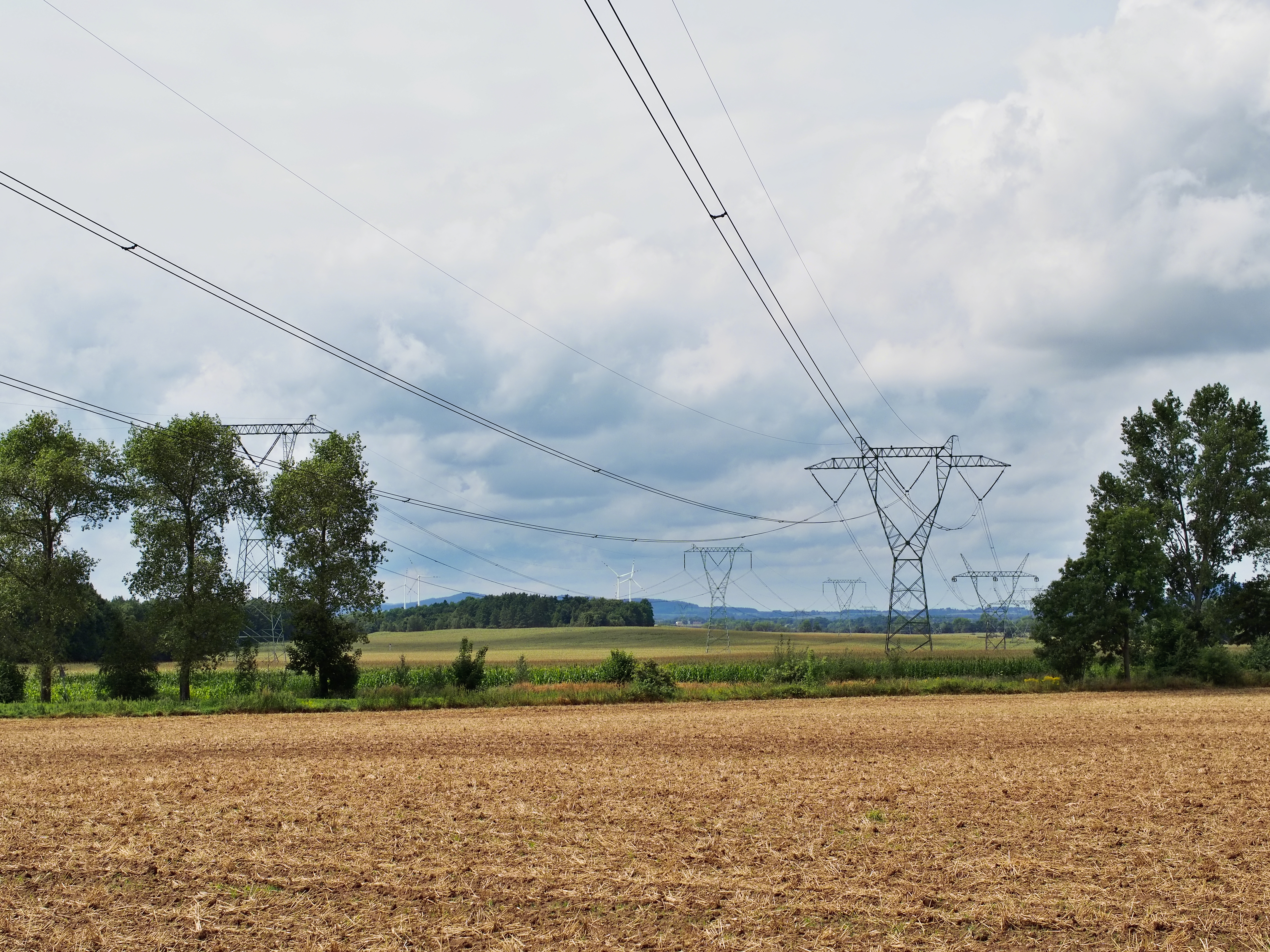
Zwei 400-kV-Leitungen auf Deltamasten in Polen